# IV Giochi olimpici giovanili invernali
I IV Giochi Olimpici giovanili invernali (in coreano: 제4회 동계 청소년 올림픽, LR: Jesahoe Donggye Cheongsonyeon Ollimpik) si sono disputati nella provincia di Gangwon, in Corea del Sud, dal 19 gennaio al 1º febbraio 2024.

## Assegnazione
Gangwon ricevette l'assegnazione ufficiale il 10 gennaio 2020. In precedenza le altre città che avevano manifestato interesse per una candidatura, Brașov, Granada e Sofia, si erano ritirate dalla competizione.
| Risultati della scelta della città organizzatrice | Risultati della scelta della città organizzatrice | Risultati della scelta della città organizzatrice |
| ------------------------------------------------- | ------------------------------------------------- | ------------------------------------------------- |
| Città                                             | Paese                                             | Voti                                              |
| Gangwon                                           | Corea del Sud                                     | 79                                                |
| nessuna delle candidature                         | nessuna delle candidature                         | 2                                                 |
| astensioni                                        | astensioni                                        | 1                                                 |

## Sviluppo e preparazione

### Organizzazione
Il comitato organizzatore ha annunciato molti "ambasciatori" per promuovere i giochi, tra cui gli olimpionici Eileen Gu, Choi Min-jeong e Yuna Kim, oltre a cantanti come Choi Min-ho della boy band coreana Shinee.

### Sedi di gara

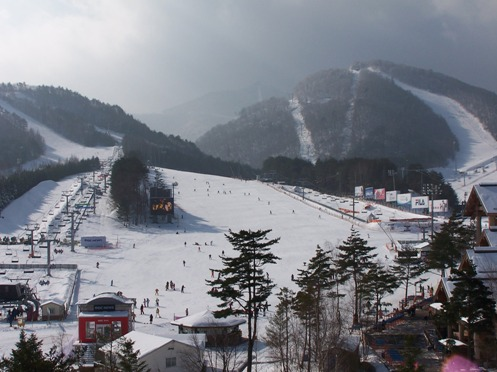
Dragon Valley (Alpensia) Ski Resort

Molti degli impianti dei XXIII Giochi olimpici invernali sono stati riutilizzati. La maggior parte degli eventi all'aperto sono stati ospitati nella contea di Pyeongchang, mentre quelli al chiuso si sono tenuti nella vicina città di Gangneung. Inizialmente era stata considerata anche l'ipotesi, poi non concretizzatasi, di coinvolgere la città di Wŏnsan, in Corea del Nord per ospitare alcuni eventi del programma dello sci alpino.
| Impianto                           | Città         | Sport                                                                         | Inaugurazione | Capacità |
| ---------------------------------- | ------------- | ----------------------------------------------------------------------------- | ------------- | -------- |
| Centro di biathlon di Alpensia     | Daegwallyeong | Biathlon                                                                      | 1998          | 7 500    |
| Stadio del salto di Alpensia       | Daegwallyeong | Combinata nordica (salto con gli sci), salto con gli sci, snowboard (big air) | 2008          | 11 000   |
| Centro di sci di fondo di Alpensia | Daegwallyeong | Combinata nordica (sci di fondo), sci di fondo                                | 1998          | 7 500    |
| Alpensia Sliding Centre            | Daegwallyeong | Bob, slittino, skeleton                                                       | 2017          | 7 000    |
| Arena del ghiaccio di Gangneung    | Gangneung     | Pattinaggio di figura, short track                                            | 2016          | 12 000   |
| Bokwang Phoenix Park               | Bongpyeong    | Freestyle, snowboard                                                          | 1995          | 18 000   |
| Centro hockey di Gangneung         | Gangneung     | Hockey sul ghiaccio                                                           | 2017          | 10 000   |
| Centro curling di Gangneung        | Gangneung     | Curling                                                                       | 1998          | 3 500    |
| Ovale di Gangneung                 | Gangneung     | Pattinaggio di velocità                                                       | 2017          | 8 000    |
| Arena alpina di Jeongseon          | Bukpyeong     | Sci alpino (discesa libera, supergigante, supercombinata)                     | 2016          | 6 000    |
| Yongpyong                          | Daegwallyeong | Sci alpino (slalom gigante, slalom speciale)                                  | 1998          | 6 000    |

### Simboli

#### Inno
La canzone ufficiale dei giochi si intitola We Go High.

#### Mascotte
Il 19 gennaio 2023 il comitato organizzatore ha rivelato la mascotte, chiamata Moongcho (뭉초), progettata dallo studente universitario Soo-Yeon Park. La mascotte ha la forma di una palla di neve nata da uno scontro sulla neve tra Soohorang e Bandabi, le mascotte delle Olimpiadi e Paralimpiadi invernali del 2018.

## I Giochi

### Discipline
A questi quarti Giochi olimpici giovanili invernali gli sport praticati sono stati 15 e gli eventi 81. Rispetto all'edizione precedente non saranno disputate le gare di sci alpinismo, che avevano fatto il loro debutto proprio in quell'occasione.
- Biathlon (6)
- Bob (2)
- Combinata nordica (3)
- Curling (2)
- Freestyle (12)
- Hockey su ghiaccio (4)
- Pattinaggio di figura (5)
- Pattinaggio di velocità (7)
- Salto con gli sci (3)
- Sci alpino (9)
- Sci di fondo (5)
- Short track (7)
- Skeleton (2)
- Slittino (5)
- Snowboard (9)

### Calendario degli eventi
| OC | Cerimonia d'apertura | ● | Competizioni |  | Finali | CC | Cerimonia di chiusura |

| Gen./Feb.               | Ven | Sab | Dom | Lun | Mar | Mer | Gio | Ven | Sab | Dom | Lun | Mar | Mer | Gio | Totale |
| Gen./Feb.               | 19  | 20  | 21  | 22  | 23  | 24  | 25  | 26  | 27  | 28  | 29  | 30  | 31  | 01  | Totale |
| ----------------------- | --- | --- | --- | --- | --- | --- | --- | --- | --- | --- | --- | --- | --- | --- | ------ |
| Cerimonie               | OC  |     |     |     |     |     |     |     |     |     |     |     |     | CC  |        |
| Biathlon                |     | 2   | 1   |     | 2   | 1   |     |     |     |     |     |     |     |     | 6      |
| Bob                     |     |     |     | 1   | 1   |     |     |     |     |     |     |     |     |     | 2      |
| Combinata nordica       |     |     |     |     |     |     |     |     |     |     | 2   |     | 1   |     | 3      |
| Curling                 |     | ●   | ●   | ●   | ●   | ●   | 1   | ●   | ●   | ●   | ●   | ●   | ●   | 1   | 2      |
| Freestyle               |     |     |     |     | 2   | 2   | 1   | 1   | 2   | 2   |     |     | 2   |     | 12     |
| Hockey su ghiaccio      |     | ●   | ●   | ●   | ●   | ●   | 2   |     | ●   | ●   | ●   | ●   | 2   |     | 4      |
| Pattinaggio di figura   |     |     |     |     |     |     |     |     | ●   | ●   | 2   | 2   |     | 1   | 5      |
| Pattinaggio di velocità |     |     |     | 2   | 2   |     | 1   | 2   |     |     |     |     |     |     | 7      |
| Salto con gli sci       |     | 2   | 1   |     |     |     |     |     |     |     |     |     |     |     | 3      |
| Sci alpino              |     |     | 2   | 2   | 1   | 1   | 2   | 1   |     |     |     |     |     |     | 9      |
| Sci di fondo            |     |     |     |     |     |     |     |     |     |     | 2   | 2   |     | 1   | 5      |
| Short track             |     | 2   | 2   | 2   |     | 1   |     |     |     |     |     |     |     |     | 7      |
| Skeleton                |     |     |     | 1   | 1   |     |     |     |     |     |     |     |     |     | 2      |
| Slittino                |     | 2   | 2   |     | 1   |     |     |     |     |     |     |     |     |     | 5      |
| Snowboard               |     | 2   | 1   |     |     | 1   | 1   |     | ●   | 2   |     |     |     | 2   | 9      |

## Medagliere
Di seguito le prime 10 posizioni del medagliere:
  Paese ospitante
| Pos. | Paese         | Oro | Argento | Bronzo | Totale |
| ---- | ------------- | --- | ------- | ------ | ------ |
| 1    | Italia        | 11  | 3       | 4      | 18     |
| 2    | Germania      | 9   | 5       | 6      | 20     |
| 3    | Corea del Sud | 7   | 6       | 4      | 17     |
| 4    | Francia       | 7   | 5       | 6      | 18     |
| 5    | Cina          | 6   | 9       | 3      | 18     |
| 6    | Stati Uniti   | 5   | 11      | 5      | 21     |
| 7    | Austria       | 5   | 6       | 5      | 16     |
| 8    | Svezia        | 4   | 4       | 3      | 11     |
| 9    | Gran Bretagna | 4   | 1       | 1      | 6      |
| 10   | Giappone      | 3   | 4       | 8      | 15     |